# Schiereiland van Quiberon
Het schiereiland Quiberon is een schiereiland aan de zuidkust van Bretagne. Het schiereiland is met het vasteland verbonden door de landengte van Penthièvre die op het smalste punt nog geen 100 meter breed is. Het schiereiland Quiberon vormt een baai in de Atlantische Oceaan, de Baai van Quiberon.
In het westen bestaat de Côte Sauvage uit steile kliffen. Het schiereiland schermt de achterliggende Baai van Quiberon en Golf van Morbihan voor hoge golven uit de oceaan af.
Het schiereiland omvat het grondgebied van twee gemeentes:
- Saint-Pierre-Quiberon
- Quiberon.

Quiberon ligt het verst op het schiereiland in zee.